# Rio Potinga
Rio Potinga är ett vattendrag i Brasilien.   Det ligger i delstaten Paraná, i den södra delen av landet, 1 200 km söder om huvudstaden Brasília.
I omgivningarna runt Rio Potinga växer i huvudsak städsegrön lövskog. Runt Rio Potinga är det glesbefolkat, med 15 invånare per kvadratkilometer.